# Charles Akonnor
Charles Kwablan Akonnor (ur. 12 marca 1974 w Akrze) – ghański piłkarz grający na pozycji środkowego pomocnika. W reprezentacji Ghany rozegrał 41 meczów i strzelił 12 goli.

## Kariera klubowa
Karierę piłkarską rozpoczął w klubie Young Hearts Tema. Był też zawodnikiem juniorów Okwawu United, a następnie został piłkarzem Ashanti Gold. W jego barwach zadebiutował w 1990 roku w ghańskiej Premier League. W klubie z miasta Obuasi grał do 1992 roku.
Latem 1992 wyjechał do Niemiec i został piłkarzem klubu Fortuna Köln. 19 lutego 1993 roku zadebiutował w nim w drugiej lidze niemieckiej w przegranym 0:2 wyjazdowym meczu z FC Homburg. Przez kolejne lata był podstawowym zawodnikiem Fortuny. Do 1998 roku rozegrał w niej 153 ligowe mecze, w których strzelił 26 goli.
W 1998 roku podpisał kontrakt z zespołem VfL Wolfsburg, występującym w pierwszej lidze Niemiec. Swój debiut w Wolfsburgu zanotował 15 sierpnia 1998 w przegranym 0:1 domowym spotkaniu z Bayernem Monachium. Z kolei 19 września 1998 w meczu z Werderem Brema (2:4) strzelił swojego pierwszego gola w Bundeslidze. W Wolfsburgu Ghańczyk grał do końca 2004 roku, a jego dorobek w tym klubie to 121 meczów i 13 bramek.
Na początku 2004 roku Akonnor odszedł do SpVgg Unterhaching z 2. Bundesligi. W nim zadebiutował 31 stycznia 2004 w meczu ze SpVgg Greuther Fürth (3:1). W Unterhaching występował do lata 2005 roku.
Kolejnym klubem w karierze Akonnora był duński AC Horsens. W duńskiej lidze zadebiutował 28 sierpnia 2005 w spotkaniu z Aalborgiem (0:0). W Horsens grał przez dwa sezony, a w 2007 roku odszedł do cypryjskiego Alki Larnaka. W sezonie 2008/2009 grał w niemieckim amatorskim klubie SC Langenhagen w Oberlidze, a latem 2009 zakończył karierę piłkarską.
| Sezon   | Klub               | Kraj   | Rozgrywki                 | Mecze | Bramki |
| ------- | ------------------ | ------ | ------------------------- | ----- | ------ |
| 1990/91 | Ashanti Gold SC    | Ghana  | Premier League            | ?     | ?      |
| 1991/92 | Ashanti Gold SC    | Ghana  | Premier League            | ?     | ?      |
| 1992/93 | SC Fortuna Köln    | Niemcy | 2. Bundesliga             | 15    | 1      |
| 1993/94 | SC Fortuna Köln    | Niemcy | 2. Bundesliga             | 26    | 3      |
| 1994/95 | SC Fortuna Köln    | Niemcy | 2. Bundesliga             | 26    | 7      |
| 1995/96 | SC Fortuna Köln    | Niemcy | 2. Bundesliga             | 27    | 4      |
| 1996/97 | SC Fortuna Köln    | Niemcy | 2. Bundesliga             | 29    | 4      |
| 1997/98 | SC Fortuna Köln    | Niemcy | 2. Bundesliga             | 30    | 7      |
| 1998/99 | VfL Wolfsburg      | Niemcy | Bundesliga                | 32    | 6      |
| 1999/00 | VfL Wolfsburg      | Niemcy | Bundesliga                | 25    | 1      |
| 2000/01 | VfL Wolfsburg      | Niemcy | Bundesliga                | 27    | 5      |
| 2001/02 | VfL Wolfsburg      | Niemcy | Bundesliga                | 23    | 1      |
| 2002/03 | VfL Wolfsburg      | Niemcy | Bundesliga                | 14    | 0      |
| 2003/04 | VfL Wolfsburg      | Niemcy | Bundesliga                | 0     | 0      |
| 2003/04 | SpVgg Unterhaching | Niemcy | 2. Bundesliga             | 15    | 1      |
| 2004/05 | SpVgg Unterhaching | Niemcy | 2. Bundesliga             | 31    | 3      |
| 2005/06 | AC Horsens         | Dania  | Superligaen               | 24    | 4      |
| 2006/07 | AC Horsens         | Dania  | Superligaen               | 29    | 2      |
| 2007/08 | Alki Larnaka       | Cypr   | Protathlima A’ Kategorias | ?     | ?      |
| 2008/09 | SC Langenhagen     | Niemcy | Oberliga                  | 11    | 0      |

## Kariera reprezentacyjna
W reprezentacji Ghany Akonnor zadebiutował w 1991 roku. W 1994 roku został powołany na swój pierwszy w karierze Puchar Narodów Afryki, na którym zagrał trzykrotnie: z Gwineą (1:0 i gol), z Senegalem (1:0) i ćwierćfinale z Wybrzeżem Kości Słoniowej (1:2 i gol).
W 1996 roku Akonnor wystąpił w Pucharze Narodów Afryki 1996, a jego dorobek na tym turnieju to 5 meczów: z Wybrzeżem Kości Słoniowej (2:0), z Tunezją (2:1 i gol), ćwierćfinał z Demokratyczną Republiką Konga (1:0), półfinał z Republiką Południowej Afryki (0:3) i o 3. miejsce z Zambią (0:1). W 1996 roku Akonnor zagrał również na Igrzyskach Olimpijskich w Atlancie.
W 1998 roku Akonnor był w kadrze Ghany na Puchar Narodów Afryki 1998. Na turnieju w Burkina Faso Ghańczycy nie wyszli z grupy, a Akonnor zagrał na nim trzykrotnie: z Tunezją (2:0), z Togo (1:2) i z Demokratyczną Republiką Konga (0:1).
W 2000 roku Akonnor był powołany do kadry na Puchar Narodów Afryki 2000. Na tym turnieju rozegrał 4 mecze: z Kamerunem (1:1), z Togo (2:0), z Wybrzeżem Kości Słoniowej (0:2) i ćwierćfinale z Republiką Południowej Afryki (0:1). W kadrze narodowej od 1991 do 2001 roku rozegrał 41 meczów i strzelił 12 goli.
Akonnor grał również w reprezentacjach młodzieżowych Ghany. W 1993 roku wraz z kadrą U-20 wywalczył wicemistrzostwo świata na Mistrzostwach Świata 1993.